# Rubia agostinhoi
Rubia agostinhoi Dans. & P.Silva é uma espécie de plantas herbáceas pertencente à família das Rubiaceae (rubiáceas), com distribuição natural na Macaronésia (Açores, com excepção da Graciosa, Madeira e Canárias) e no sudoeste da Península Ibérica e na região costeira de Marrocos. Nos Açores é conhecida pelo nome popular de ruiva, rapa-língua e agarra-saia.

## Descrição
R. agostinhoi é uma planta herbácea, com caules com até 50 cm de altura, abundantemente ramificados, con aguilhões retrorsos abundantes. As folhas de (4-) 1O-50 (-90) x 1-6 mm, em verticilos de (7-) 8 folhas lineares, linear-lanceoladas ou linear-espatuladas, revolutas, puberulentas na face inferior, com aguilhões escassos na face superior e abundantes nas margens.
Flores em panículas axilares muito laxas. A corola é amarelento-verdosa, com 5-6 lóbulos de 1,5-2,5 mm, ovados, cuspidados, mais ou menos densamente papilosos na face superior. Androceu com 5-6 estames; anteras de 0,1-0,2 mm, ovoides ou ovoideoesféricas. Mericarpos de 3-6 mm, globosos, negros.  Floresce de Abril a Junho.
A citologia desta espécies caracteriza-se por um número de cromossomas, comum a Rubia agostinhoi (Fam. Rubiaceae) e seus táxons infraespecíficos, de  n=11; 2n=22

## Taxonomia
Rubia agostinhoi foi descrita por Dans. & P.Silva, a partir de espécimes recolhidos nos Açores, e publicado em Agronomia Lusitana 16: 62, no ano de 1974.
A etimologia do nome genérico Rubia deriva do latim rubus que significa "vermelho". O epíteto específico agostinhoi é uma homenagem ao meteorologista e naturalista açoriano José Agostinho.
A sinonímia da espécie é Rubia peregrina ssp. agostinhoi (Dans. & P.Silva) Valdés Berm. & G.López